# Massive Ordnance Air Blast Bomb
Pour les articles homonymes, voir Moab.
Ne doit pas être confondu avec GBU-57.
La GBU-43/B Massive Ordnance Air Blast Bomb en français : « Bombe à effet de souffle massif », abrégée en le sigle MOAB, est une bombe guidée à effet de souffle américaine de 10,3 tonnes. Elle est la plus puissante bombe non nucléaire jamais utilisée par les Forces armées des États-Unis et la plus puissante bombe guidée qui soit.
En plus du sens militaire, par rétroacronymie, l'acronyme MOAB est utilisé de manière populaire et médiatique comme Mother of All Bombs, « mère de toutes les bombes ».

## Historique

### Projets antérieurs
La MOAB est dérivée de la Daisy Cutter (BLU-82/B), une bombe d'environ sept tonnes utilisant un mélange nitraté, développée au départ en vue de dégager des aires d'atterrissage dans la jungle pour les hélicoptères, par le seul souffle de son explosion (d'où le surnom de Daisy Cutter, en français « faucheuse de marguerites », donné par des G.I.s à cette bombe). Elle fut utilisée plus tard, pendant la guerre du Golfe pour détruire des champs de mines, puis pendant la guerre d'Afghanistan. Son importante capacité de destruction l'a fait surnommer par la presse « la bombe atomique du pauvre ».
La MOAB n'est pas la plus lourde bombe existante. La T-12 Cloudmaker (en), développée entre 1944 et 1948, détient le record avec une masse de 19,8 tonnes.
La GBU-57 actuellement en service pèse environ quatorze tonnes et détient le plus fort potentiel de perforation ; elle est plus courte et contient moins d'explosif : 2,7 tonnes.

### Conception
Sa charge explosive est constituée de 8,5 tonnes de composition H6.
Le corps de la bombe est en aluminium, la coque est de fine épaisseur. En conséquence, l'effet par fragmentation est faible.
Sa charge explosive a une puissance équivalente à onze tonnes de TNT et un rayon d'effet de souffle de 150 m. La bombe détone juste avant de heurter le sol, créant une onde de choc destructrice.
L'arme conçue par l'ingénieur civil Albert L. Weimorts Jr. travaillant pour le Air Force Research Laboratory a été construite à 17 exemplaires dans l'usine McAlester Army Ammunition Plant (en) à McAlester dans l'Oklahoma. Chaque exemplaire coûte 170 000 dollars américains, auxquels s'ajoutent les 300 millions de dollars de développement de l'arme.
Elle est guidée par GPS et sa trajectoire de chute est contrôlée par une centrale inertielle. Sa précision à l'impact est de huit mètres, ce qui est suffisant vu son rayon de destruction.
C'est la plus puissante bombe non nucléaire de l'arsenal des Forces armées des États-Unis. Sa puissance de destruction équivaut à celui d'une vingtaine de missiles de croisière Tomahawk.

### Test
La MOAB a été testée pour la première fois le 11 mars 2003. Selon l'United States Air Force, le test avait provoqué un panache de poussière et de fumées visible à plus de 32 kilomètres de distance.

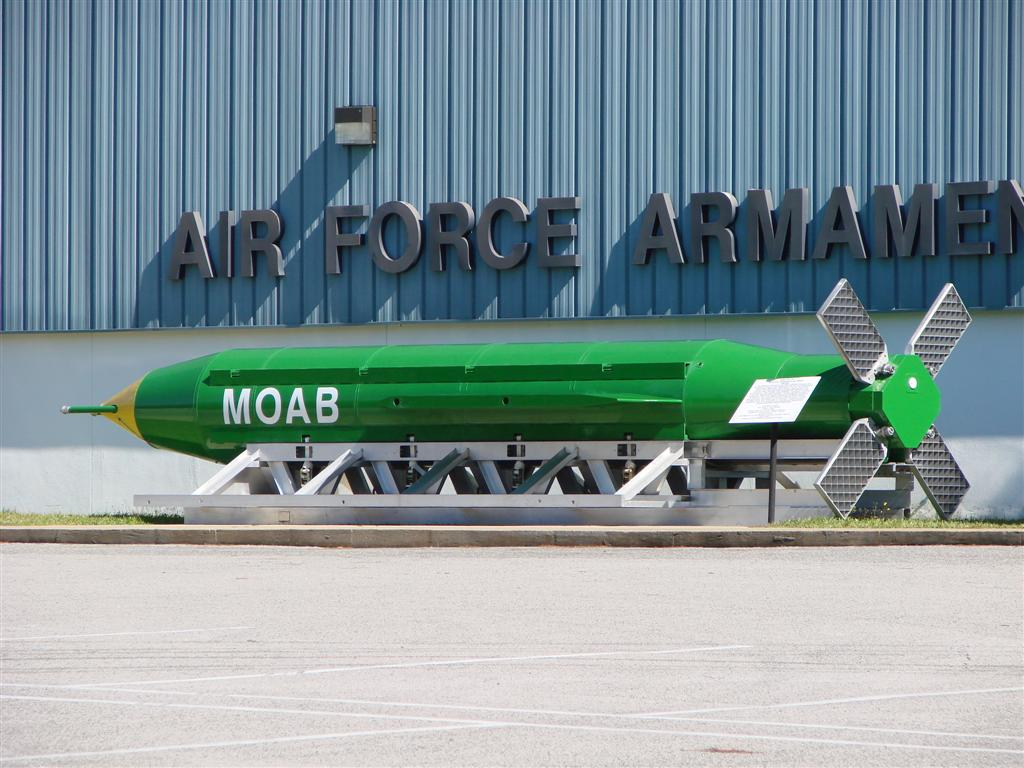
GBU-43/B exposé à l'Air Force Armament Museum (en) de l'Eglin Air Force Base, en Floride. Les ailettes en grille sont déployées.
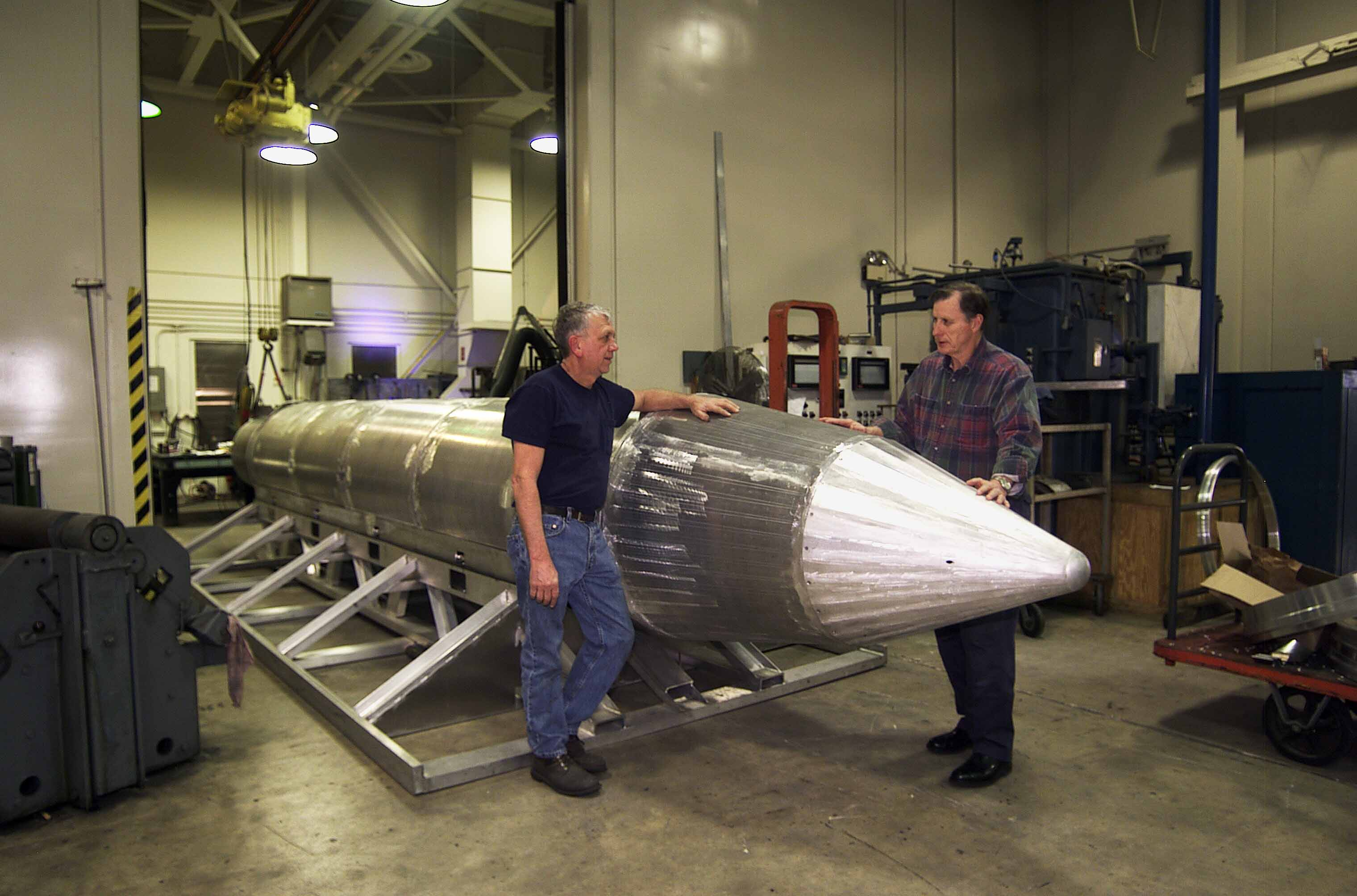
Al Weimorts (à droite), concepteur de la bombe explosive GBU-43/B Massive Ordnance, et Joseph Fellenz, chef de modèle principal, regardent le prototype avant qu'il ne soit peint et testé.

### Contraintes et doctrine d'utilisation
Étant donné sa taille et son poids imposant, seul un avion de transport peut la transporter et la larguer via la trappe arrière. Jusqu'en 2017, seuls des C-130 étaient employés.
Selon Hans Kristensen (en), expert de la Fédération des scientifiques américains spécialisé dans la surveillance de l’arsenal militaire américain, la MOAB a une puissance égale à environ 1/30e de celle de la plus petite bombe nucléaire américaine actuelle, la B61-12. En plus de son pouvoir destructeur, cette arme sert pour son impact psychologique sur les combattants ennemis.

## Utilisation
Cette bombe n'avait jamais été utilisée au combat avant avril 2017. Le premier usage connu de cette arme par les forces américaines a lieu le 13 avril 2017, au cours de la guerre d'Afghanistan, dans le district d'Achin de la province du Nangarhar, une région afghane frontalière du Pakistan. L'objectif visé était une position de l'État islamique au Khorassan, branche locale de l'État islamique, retranchée dans une série de grottes et tunnels.
La bombe est larguée depuis un Lockheed MC-130,, avion utilisé par l'Air Force Special Operations Command. Selon le ministère afghan de la défense 36 membres de l'État islamique sont tués. D'après des sources officielles afghanes relayées par l'armée américaine, cette frappe aérienne sur Nangarhar (en) aurait tué 94 militants de l'EI-K dont quatre dirigeants. Un communiqué de l'agence de presse Amaq nie l'existence de victimes parmi les membres de l'EI.

## Comparaisons internationales
En septembre 2007, la Russie teste le « père de toutes les bombes », bombe thermobarique présentée, selon certaines affirmations, comme étant quatre fois plus puissante que la MOAB,.

## Dans la culture populaire

### Cinéma
- Dans le cinquième épisode de la première saison de la série télévisée Under the Dome, les forces armées américaines larguent cette bombe sur le dôme. Les destructions présentées dans l'épisode sont cependant totalement irréalistes et démesurées, le flash de l'explosion et l'ampleur des dégâts faisant plus penser à ceux d'une arme thermonucléaire.
- Dans le film Rampage : Hors de contrôle, la MOAB est l'ultime recours des forces armées américaines face à l'attaque de monstres contre la ville de Chicago. La mission visant à la larguer sur le centre-ville sera toutefois annulée à la suite de la victoire des héros.
- Dans le film Alerte ! (Outbreak), la Fuel Air Bomb, « la plus puissante bombe non-nucléaire de notre arsenal », est recommandée pour vaporiser la ville de Cedar Creek et ses habitants contaminés par une arme bactériologique dérivée de l'Ebola. Le script prévoyait la destruction de la ville mais un test-screening a forcé la production à refilmer une fin où la ville est sauvée.

### Jeux vidéo
- Le jeu vidéo Call of Duty: Modern Warfare 3 permet, en mode multijoueur, d'utiliser la MOAB lorsque le joueur réussit une série d'élimination de 24 autres joueurs. Le lancement de la MOAB s'accompagne d'un décompte de dix secondes puis de l'élimination de toute l'équipe ennemie.
- Dans le jeu vidéo Command and Conquer: Generals - Heure H, le Général Granger de l'U.S. Air Force a la possibilité d'améliorer le bombardier lourd avec une bombe thermobarique.
- Dans le jeu video Mercenaries 2 : L'Enfer des favelas, le joueur peut faire l'achat d'une MOAB auprès de la faction américaine et la faire larguer.